# 藤井つとむ
藤井 つとむ（ふじい つとむ、1949年6月23日 - ）は、日本の男性俳優・声優。富山県出身。文学座所属・劇団ing主宰。本名は、藤井 任 （ふじいつとむ）

## 来歴・人物
以前はNPSテアトルに所属していた。
藤岡琢也に師事。知り合ったマネージャーによる推薦で1975年にデビュー。以後、脇役として活躍。さらに声優として多くのアニメ番組にも出演。近年は声優業と舞台を中心に活躍中。
1983年頃、まだ売れていない時代に横浜市内でガソリンスタンドのアルバイトをしていた。当時の愛車はスカイライン・ジャパン。
鉄道模型マニアで、自宅の2階にはジオラマセットがあり電車が走っている。

## 出演番組

### テレビ番組
- A Step to English（1977年、ETV）三島謙之介→藤井つとむ（途中芸名変更）
- 数の世界（1980年 - 1985年、ETV、小学校5年向け）

### テレビドラマ
- 太陽にほえろ!（NTV / 東宝）
  - 第126話「跳弾」（1974年） - 沢村
  - 第176話「狼の街」（1975年） - 修の仲間
  - 第219話「誘拐」（1976年） - 阿部
  - 第241話「脅迫」（1977年） - 安井治
  - 第326話「捜査」（1978年） - ラーメン屋の出前持ち
  - 第364話「スニーカー刑事登場!」（1979年） - 平田
- おゆき（1975年、TBS）
- 華麗なる刑事 第26話「弟よ…」（1977年、CX / 東宝）
- 俺たちの朝 第47話「シドニーと燃える男とお先真ッ暗」（1977年11月6日、NTV / 東宝） - ウジタ
- 3年B組金八先生第1・2シリーズ（1979年、TBS） - 瀬戸修吉
- だから青春 泣き虫甲子園（1983年、NHK）

他

### テレビアニメ
1981年
- 銀河旋風ブライガー

1982年
- 銀河烈風バクシンガー
- 超時空要塞マクロス（ロリー・ドセル）
- 一ッ星家のウルトラ婆さん

1983年
- 銀河疾風サスライガー（ソーン・ミヤモト、幹部）

1984年
- 宗谷物語（村越）
- 牧場の少女カトリ（ビヒトリ）

1985年
- おねがい!サミアどん（1985年 - 1986年）
- へーい!ブンブー[2]（村人）
- 北斗の拳（1985年 - 1986年、ブルグ、リョウの父）

### OVA
1983年
- ダロス（ゲリラ）

### 劇場版アニメ
1984年
- 超時空要塞マクロス 愛・おぼえていますか（ロリー28356）

### 舞台
- 無伴奏デクノボー奏鳴曲〜宮沢賢治の夢のかけら〜
- EDDIE

### CM
- ヘーベルハウス